# Puchar Świata w narciarstwie alpejskim mężczyzn 1979/1980
Puchar Świata w narciarstwie alpejskim mężczyzn sezon 1979/1980 to 14 edycja tej imprezy. Cykl ten rozpoczął się we francuskim Val d’Isère 7 grudnia 1979 roku, a zakończył 15 marca 1980 roku w austriackim Saalbach.

## Podium zawodów

### indywidualnie
| Lp                                                 | Data             | Miejsce              | Konkurencja | Zwycięzca         | 2. miejsce           | 3. miejsce          |
| 1.                                                 | 7 grudnia 1979   | Val d’Isère          | zjazd       | Peter Wirnsberger | Herbert Plank        | Erik Håker          |
| 2.                                                 | 8 grudnia 1979   | Val d’Isère          | gigant      | Ingemar Stenmark  | Bojan Križaj         | Hans Enn            |
| 3.                                                 | 8 grudnia 1979   | Val d’Isère          | kombinacja  | Phil Mahre        | Steve Mahre          | Michel Vion         |
| 4.                                                 | 11 grudnia 1979  | Madonna di Campiglio | slalom      | Ingemar Stenmark  | Bojan Križaj         | Paul Frommelt       |
| 5.                                                 | 12 grudnia 1979  | Madonna di Campiglio | gigant      | Ingemar Stenmark  | Jacques Lüthy        | Bojan Križaj        |
| 6.                                                 | 16 grudnia 1979  | Val Gardena          | zjazd       | Peter Müller      | Erik Håker           | Werner Grissmann    |
| 7.                                                 | 16 grudnia 1979  | Val Gardena          | kombinacja  | Peter Lüscher     | Andreas Wenzel       | Anton Steiner       |
| 8.                                                 | 6 stycznia 1980  | Pra Loup             | zjazd       | Peter Müller      | Herbert Plank        | Erik Håker          |
| 9.                                                 | 8 stycznia 1980  | Lenggries            | slalom      | Petyr Popangełow  | Aleksander Żyrow     | Ingemar Stenmark    |
| 10.                                                | 8 stycznia 1980  | Lenggries            | kombinacja  | Andreas Wenzel    | Anton Steiner        | Phil Mahre          |
| 11.                                                | 12 stycznia 1980 | Kitzbühel            | zjazd       | Ken Read          | Harti Weirather      | Herbert Plank       |
| 12.                                                | 13 stycznia 1980 | Kitzbühel            | slalom      | Andreas Wenzel    | Christian Neureuther | Jacques Lüthy       |
| 13.                                                | 18 stycznia 1980 | Wengen               | zjazd       | Ken Read          | Josef Walcher        | Peter Wirnsberger   |
| 14.                                                | 19 stycznia 1980 | Wengen               | zjazd       | Peter Müller      | Ken Read             | Steve Podborski     |
| 15.                                                | 20 stycznia 1980 | Wengen               | slalom      | Bojan Križaj      | Ingemar Stenmark     | Paul Frommelt       |
| 16.                                                | 21 stycznia 1980 | Adelboden            | gigant      | Ingemar Stenmark  | Jacques Lüthy        | Joël Gaspoz         |
| 17.                                                | 27 stycznia 1980 | Chamonix             | slalom      | Ingemar Stenmark  | Bojan Križaj         | Christian Orlainsky |
| 13. Zimowe Igrzyska Olimpijskie 1980 – Lake Placid |                  |                      |             |                   |                      |                     |
| 18.                                                | 26 lutego 1980   | Waterville Valley    | gigant      | Hans Enn          | Andreas Wenzel       | Jarle Halsnes       |
| 19.                                                | 27 lutego 1980   | Waterville Valley    | slalom      | Ingemar Stenmark  | Christian Neureuther | Klaus Heidegger     |
| 20.                                                | 1 marca 1980     | Mont-Sainte-Anne     | gigant      | Ingemar Stenmark  | Phil Mahre           | Bohumír Zeman       |
| 21.                                                | 4 marca 1980     | Lake Louise          | zjazd       | Herbert Plank     | Harti Weirather      | Werner Grissmann    |
| 22.                                                | 4 marca 1980     | Lake Louise          | kombinacja  | Anton Steiner     | Andreas Wenzel       | Phil Mahre          |
| 23.                                                | 8 marca 1980     | Oberstaufen          | gigant      | Andreas Wenzel    | Jacques Lüthy        | Ingemar Stenmark    |
| 24.                                                | 10 marca 1980    | Cortina d’Ampezzo    | slalom      | Ingemar Stenmark  | Aleksander Żyrow     | Christian Orlainsky |
| 25.                                                | 11 marca 1980    | Cortina d’Ampezzo    | gigant      | Ingemar Stenmark  | Hans Enn             | Joël Gaspoz         |
| 26.                                                | 13 marca 1980    | Saalbach             | gigant      | Ingemar Stenmark  | Joël Gaspoz          | Hans Enn            |
| 27.                                                | 15 marca 1980    | Saalbach             | slalom      | Ingemar Stenmark  | Steve Mahre          | Petyr Popangełow    |

## Końcowa klasyfikacja generalna
| Miejsce | Zawodnik         | Punkty |
| ------- | ---------------- | ------ |
| 1.      | Andreas Wenzel   | 204    |
| 2.      | Ingemar Stenmark | 200    |
| 3.      | Phil Mahre       | 132    |
| 4.      | Bojan Križaj     | 131    |
| 5.      | Anton Steiner    | 130    |
| 6.      | Jacques Lüthy    | 116    |
| 7.      | Hans Enn         | 100    |
| 8.      | Herbert Plank    | 91     |
| 9.      | Peter Lüscher    | 87     |
| 9.      | Peter Müller     | 87     |

### Zjazd (po 7 z 7 konkurencji)
| Miejsce | Zawodnik        | Punkty |
| ------- | --------------- | ------ |
| 1.      | Peter Müller    | 96     |
| 2.      | Ken Read        | 87     |
| 3.      | Herbert Plank   | 81     |
| 4.      | Harti Weirather | 75     |
| 5.      | Erik Håker      | 64     |

### Slalom gigant (po 8 z 8 konkurencji)
| Miejsce | Zawodnik         | Punkty |
| ------- | ---------------- | ------ |
| 1.      | Ingemar Stenmark | 125    |
| 2.      | Hans Enn         | 87     |
| 3.      | Jacques Lüthy    | 82     |
| 4.      | Andreas Wenzel   | 71     |
| 5.      | Joël Gaspoz      | 68     |

### Slalom (po 8 z 8 konkurencji)
| Miejsce | Zawodnik             | Punkty |
| ------- | -------------------- | ------ |
| 1.      | Ingemar Stenmark     | 125    |
| 2.      | Bojan Križaj         | 88     |
| 3.      | Christian Neureuther | 69     |
| 4.      | Petyr Popangełow     | 64     |
| 5.      | Aleksander Żyrow     | 57     |

### Kombinacja (po 4 z 4 konkurencji)
| Miejsce | Zawodnik                  | Punkty |
| ------- | ------------------------- | ------ |
| 1.      | Phil Mahre                | 67     |
| 2.      | Andreas Wenzel            | 65     |
| 3.      | Anton Steiner             | 60     |
| 4.      | Peter Lüscher             | 37     |
| 5.      | Francisco Fernández Ochoa | 27     |

### Drużynowo
| Miejsce | Kraj              | Punkty |
| ------- | ----------------- | ------ |
| 1.      | Austria           | 717    |
| 2.      | Szwajcaria        | 449    |
| 3.      | Stany Zjednoczone | 284    |
| 4.      | Włochy            | 265    |
| 5.      | Szwecja           | 255    |